# سد زنگم
سد زنگم (به لاتین: Zangmu Dam) یک سد و نیروگاه برقابی در چین است که در منطقه خودمختار تبت واقع شده‌است.